# 約克姆縣 (德克薩斯州)
約克姆縣（英語：Yoakum County）是美国德克萨斯州西部的一個縣，西鄰新墨西哥州，面積2,071平方公里。根據2020年美國人口普查，共有人口7,694人。縣治普萊恩斯（Plains）。該縣成立於1876年8月21日，縣名紀念地方史學家亨德森·金·約克姆（Henderson King Yoakum）。本縣為一禁酒的縣。